# Juan Díaz de la Torre
Juan Díaz de la Torre (Huejuquilla el Alto, Jalisco; 13 de diciembre de 1953) es un maestro titulado en educación media, desde 2011 Secretario general del Sindicato Nacional de Trabajadores de la Educación (SNTE) y en 2013 a su vez presidente interino del Consejo General.

## Biografía
Nacido en la comunidad de Santa Gertrudis, Huejuquilla el Alto, Jalisco el 13 de diciembre de 1953. Se graduó en 1973 como profesor de la Escuela Normal de Jalisco. Desde esa fecha hasta 1989 trabajó como maestro en escuelas de educación primaria y secundaria en el estado de Jalisco. Mientras, en 1983 obtuvo un postgrado en Pedagogía de la Escuela Normal Superior de Nayarit.
Entre 1995 y 1996 tuvo su primer cargo público como Subdelegado de Participación Ciudadana de la delegación Coyoacán en México, D. F.
En 2005 ocupó el cargo de Secretario general del Partido Nueva Alianza, mismo al que pertenece.
Para el 8 de junio de 2011, la presidenta del SNTE Elba Esther Gordillo lo nombra su Secretario General, cargo ratificado en 2012 en las elecciones sindicales. 
Sin embargo, el 28 de febrero de 2013 tras la detención de Gordillo, los miembros del 36° Consejo General Extraordinario lo eligen nuevo presidente del sindicato interinamente. Este cargo lo desempeña junto con el de secretario general, mientras eligen al sucesor de la secretaría.
El 22 de noviembre de 2018, durante la 47 sesión extraordinaria del Consejo Nacional de la organización de la SNTE, solicitó licencia definitiva al cargo como presidente del sindicato donde Alfonso Cepeda Salas asumió la presidencia interina.